# Unione Sportiva Palmese 1934-1935
Questa voce raccoglie le informazioni riguardanti l'Unione Sportiva Palmese 1912, società calcistica di Palmi, nelle competizioni ufficiali della stagione 1934-1935.

## Stagione
(Ennio Mantella, Il Littoriale, editoriale in prima pagina. 14 aprile 1940.)
La squadra concluse il girone H di Prima Divisione al primo posto. Fu ammessa alle finali per l'accesso alla Serie B. Rinunciò a disputare il campionato di Serie C nella stagione dopo.